# اوه یون سو (بازیگر، زاده ۱۹۸۷)
اوه یون سو (کره‌ای: 오연서؛ زادهٔ اوه هت نیم [오햇님] در ۲۲ ژوئن ۱۹۸۷) بازیگر، خواننده و مدل اهل کره جنوبی است. او بیشتر به خاطر ایفای نقش در مجموعه‌های تلویزیونی خانواده جدید (۲۰۱۲)، بدرخش یا دیوانه شو (۲۰۱۵)، برگرد آجوشی (۲۰۱۶)، دختر پرروی من (۲۰۱۷)، ادیسه کره‌ای (۲۰۱۷–۲۰۱۸) و کافه مینامدانگ (۲۰۲۲) شناخته می‌شود.

## اوایل زندگی و تحصیلات
اوه در جین‌جو، استان گیونگسانگ جنوبی متولد شد و در شهرستان چانگ یونگ بزرگ شد. در سال دوم دبیرستان، اوه به دنبال گروهی از دوستان برای شرکت در یک تست برای SM Entertainment، که در Daegu برگزار شد، شرکت کرد اما رد شد.
با این حال یک شرکت دیگر با او تماس گرفت و گفت که صلاحیت دارد و اوه یون سو به سئول نقل مکان کرد، چهار ماه بعد در سن ۱۵ سالگی شروع به کار کرد.
یون سو پس از انحلال گروهش در دبیرستان هنر آنیانگ پذیرفته شد و بازیگر شد.
وی پس از مشورت با مادرش نام خود را از Haet-nim به Yeon-seo تغییر داد.[۱]
اوه سپس وارد دانشگاه Dongguk شد و به بخش تئاتر و فیلم پیوست.[۲]

## حرفه

### آغازین
اوه یون سو اولین سرگرمی خود را در سال ۲۰۰۲، با گروه LUV هنگامی که ۱۵ ساله بود با نام قبلی خود «اوه هت نیم» آغاز کرد.
آنها اولین آلبوم خود را با نام Story با تک آهنگ‌های «دختر نارنجی» و «هنوز هم به تو ایمان دارم» منتشر کردند. باند کوتاه مدت بود و شش ماه بعد منحل شد. اوه یون سو سپس به بازیگری روی آورد و اولین حضور خود را در درام شارپ انجام داد، اما ناشناخته باقی ماند. (۲۰۰۳)

### ۲۰۱۲–۲۰۱۳: افزایش محبوبیت
اگرچه او در سال ۲۰۰۹ در فیلم A Blood Pledge نقش اصلی داشت، اما زمانی که در درام خانوادگی «شوهرم یک خانواده جدید دارد» نقش گرفت، توانست به رسمیت شناخته شود. (۲۰۱۲)
او سپس در کنار لی جون از MBLAQ به برنامه متنوع محبوب We Got Married دعوت شد.
در اواخر سال ۲۰۱۲، او در درام روزانه "Here Comes Mr" انتخاب شد جایی که او اولین نقش اصلی خود را داشت.
در سال ۲۰۱۳، اوه در نقش یک رزیدنت جراحی در تیم پزشکی Medical Top Team بازی کرد.
وی برای کمک به افزایش آگاهی در مورد حقوق حیوانات و رفاه در ماه آگوست به عنوان سفیر اولین جشنواره سالانه فیلم حیوانات در سانچئون به همراه کیم مین جون و گال سو برنده شد.
اوه همچنین به همراه بازیگر ریو سو یانگ به عنوان سفیر صلیب سرخ منصوب شد.

### ۲۰۱۴ – امروز: دستیابی به موفقیت
اوه یون سو در سریال بسیار تحسین شده جانگ بو-ری اینجاست، نقش اصلی جانگ بو-ری، فردی دلسوز و فداکار را بازی کرد! (۲۰۱۴)
او هنگام بزرگ شدن در Gyeongsang-do به سختی می‌توانست شخصیت را بازی کند، اما شخصیت او مجبور بود به گویش Jeolla-do صحبت کند، که در تمام زندگی خود هرگز از آن استفاده نکرده بود.
در سال ۲۰۱۵، او در نقش شین یول، آخرین شاهزاده خانم Balhae، در درام تاریخی بدرخش یا دیوانه شو بازی کرد؛ این سریال با موفقیت متوسطی روبرو شد و در تمام مدت پخش خود در رتبه‌بندی برتر قرار گرفت.
اوه سپس در کنار رین در درام لطفا برگرد آجوشی، که از فوریه تا آوریل ۲۰۱۶ پخش می‌شد، بازی کرد. او نقش هان هونگ نان را بازی کرد، یک شخصیت مرد که در بدن یک زن تجسم یافته‌است.
او به خاطر شیمی اش با همبازی لی هاونی، که در پروژه قبلی خود بدرخش یا دیوانه شو بازی کرده‌است، مورد ستایش قرار گرفت.
او همچنین از طریق نمایش کمدی نقش مردانه خود بینندگان را تحت تأثیر قرار داد.
در همان سال، او در فیلم Take Off 2 بازی کرد، که در آن به عنوان اولین زن کره جنوبی عضوی از تیم ملی هاکی روی یخ بازی می‌کند.
در سال ۲۰۱۷، اوه در بازسازی درام تاریخی محبوب سالِ ۲۰۰۱ باکس آفیس دختر پرروی من در کنار جو وون بازی کرد.
در اوت ۲۰۱۷، اوه با آژانس مدیریت جدید Celltrion Entertainment امضا کرد.
در همان سال، او درام کمدی، عاشقانه، تراژدی و فانتزی tvN به نام یک ادیسه کره ای در کنار لی سونگ گی، نوشته شده توسط خواهران هونگ را بازی کرد.
در سال ۲۰۱۸، اوه در فیلم اقتباسی پنیر در تله در کنار پارک هائه جین بازی کرد، وی همچنین نقش یو جونگ را در این درام بازی کرد.
در سال ۲۰۱۹، اوه یون سو در درام کمدی عاشقانه نواقص عشق بازی کرد.
در اکتبر ۲۰۱۹، او قرارداد با آژانس جدید SidusHQ امضا کرد.
در سال ۲۰۲۱، در درام کمدی عاشقانه ' ایکس دیوانه در شهر ' بازی کرد.
در سال۲۰۲۲، در درام کمدی عاشقانه و اکشن کافه مینامدانگ هم نقش اول بازی کرد.

## زندگی شخصی
در ۲۹ مارس ۲۰۱۸ تأیید شد که اوه و بازیگر کیم بوم قرار می‌گذارند. با این حال، گزارش شد که پس از چند ماه آنها راه خود را از هم جدا کرده‌اند.

## جوایز و نامزدی‌ها
| سال  | جایزه                               | دسته‌بندی                                                     | کار نامزد شده             | نتیجه    |
| ---- | ----------------------------------- | ------------------------------------------------------------ | ------------------------- | -------- |
| ۲۰۰۹ | چهارمین دوره جوایز جشنواره مدل آسیا | جایزه مدل CF                                                 | اوه یون سو                | برنده    |
| ۲۰۱۲ | اولین جوایز K-Drama Star            | جایزه ستاره در حال ظهور                                      | شوهرم یک خانواده پیدا کرد | برنده    |
| ۲۰۱۲ | پنجمین جوایز درام کره               | بهترین بازیگر زن جدید                                        | شوهرم یک خانواده پیدا کرد | نامزدشده |
| ۲۰۱۲ | KBS Drama Awards                    | بهترین بازیگر زن جدید                                        | شوهرم یک خانواده پیدا کرد | برنده    |
| ۲۰۱۲ | جوایز KBS Drama                     | بهترین بازیگر زن جدید                                        | آقای اوه به اینجا می‌آید . | برنده    |
| ۲۰۱۳ | دومین جوایز APAN Star               | جایزه بزرگ                                                   | آقای اوه به اینجا می‌آید . | برنده    |
| ۲۰۱۴ | هفتمین جوایز درام کره               | جایزه برترین، بازیگر زن                                      | جانگ بو ری اینجاست!       | برنده    |
| ۲۰۱۴ | جوایز MBC Drama                     | جایزه بزرگ (Daesang)                                         | جانگ بو ری اینجاست!       | نامزدشده |
| ۲۰۱۴ | جوایز MBC Drama                     | جایزه برترین، بازیگر زن درام سریال                           | جانگ بو ری اینجاست!       | برنده    |
| ۲۰۱۶ | جوایز مدل ۲۰۱۶ آسیا                 | جایزه محبوبیت (زن)                                           | لطفا برگرد آجوشی          | برنده    |
| ۲۰۱۶ | پنجمین جایزه APAN Star              | جایزه بازیگری، بازیگر زن                                     | لطفا برگرد آجوشی          | نامزدشده |
| ۲۰۱۶ | جوایز SBS Drama                     | جایزه برتر، بازیگر زن درام فانتزی                            | لطفا برگرد آجوشی          | برنده    |
| ۲۰۱۷ | جوایز SBS Drama                     | جایزه برترین، بازیگر زن در درام دوشنبه تا سه شنبه            | دختر پرروی من             | نامزدشده |
| ۲۰۱۹ | جوایز MBC Drama                     | جایزه برترین، بازیگر زن در یک مینی سریال چهارشنبه تا پنجشنبه | نواقص عشق                 | نامزدشده |

## فعالیت‌های جهانی
| سفیر اولین جشنواره سالانه فیلم حیوانات در سانچئون ۲۰۱۳ |
| سفیر صلیب سرخ ۲۰۱۳                                     |